# Gerard Mortier
Pour les articles homonymes, voir Mortier.
Gerard Alfons August, baron Mortier, né à Gand (Belgique) le 25 novembre 1943 et mort à Bruxelles le 8 mars 2014, est un directeur d'opéra belge.

## Biographie

### Jeunesse et formation
Fils d'un boulanger gantois, Gerard Mortier fait sa scolarité au collège Sainte-Barbe de sa ville natale. Il poursuit ses études à l'université de Gand où il obtient un doctorat en droit et une licence en sciences de la communication.

### Débuts
Après ses études, Gerard Mortier, passionné d'art lyrique depuis son enfance, choisit une carrière de responsable artistique : son premier poste est celui d'assistant du directeur du Festival des Flandres. Le 25 août 1970, premier coup d'éclat d'une longue série : Mortier publie dans une revue locale un pamphlet qui qualifie l'opéra royal de Gand de « scandale culturel flamand » ; il y préconise la fondation d'un « Opéra des Flandres ».
En 1968, il est assistant du directeur du Festival des Flandres. De 1973 à 1979, assistant de Christoph von Dohnányi et de Rolf Liebermann, il passe sept ans en Allemagne où il est successivement directeur artistique des opéras de Düsseldorf (1972-73), Hambourg (1973-77) et Francfort (1977-79).
De 1979 à 1981, Rolf Liebermann et Hugues Gall l'appellent à l'Opéra de Paris comme chargé de mission.

### Théâtre royal de la Monnaie à Bruxelles
En 1981, il succède à Maurice Huisman comme directeur du Théâtre royal de la Monnaie, abritant l'opéra bruxellois, jusque-là surtout réputé comme scène attitrée du Ballet du XXe siècle de Maurice Béjart. Bien décidé cependant à renouveler le genre lyrique et à réveiller une institution un peu assoupie, il appelle dès 1981 Sylvain Cambreling comme directeur musical de l'opéra. Ensemble, ils produisent des spectacles signés Luc Bondy, Patrice Chéreau, Karl-Ernst Herrmann, Peter Mussbach et Herbert Wernicke. Ces choix de programmation originaux, souvent anticonformistes, et l'engagement tout autant de jeunes chanteurs de talent que de personnalités les plus en vue de la scène théâtrale européenne, valent à Gerard Mortier une réputation internationale.
Parallèlement à ses fonctions à Bruxelles, Mortier est nommé directeur artistique de l'Opéra Bastille, en cours de construction, en septembre 1985. Il démissionne le 3 février 1986 d'un projet alors fragilisé par les oppositions politiques[Lequel ?] : le 20 mars 1986, Jacques Chirac, nommé Premier Ministre sous la cohabitation, envisage d'abandonner l'opéra et de le remplacer par un auditorium, .
Des actions parallèles de promotion internationale font de La Monnaie l'une des capitales de l'opéra en Europe. Toutefois, cette gestion unilatérale conduit également au mécontentement du chorégraphe Maurice Béjart dont le financement dépend également de la Monnaie. Le conflit culmine en 1987, lorsque Béjart décide de quitter la Belgique pour installer son ballet à Lausanne.

### Festival de Salzbourg
Fort de ses succès à La Monnaie, Gerard Mortier se voit confier en 1992 la direction du Festival de Salzbourg avec trois missions : faire évoluer la programmation, rechercher des nouveaux publics et ancrer cette institution dans le XXIe siècle. Il s'attache pendant dix saisons à les remplir, rencontrant un succès grandissant malgré de fortes résistances… combattues avec énergie et humour[réf. nécessaire]. Lorsqu'il quitte ce poste en 2001, il commande à l'iconoclaste Hans Neuenfels une mise en scène de La Chauve-souris de Johann Strauss. Le metteur en scène allemand s'empare de ce symbole de la Vienne éternelle pour en proposer une relecture qui confronte l'Autriche à ses vieux démons et fait scandale lors de la Première. En guise de représailles, les opposants à Gerard Mortier font imprimer une notice nécrologique en pleine page dans un journal local[réf. nécessaire].

### Ruhr Triennale
De 2002 à 2004, à l'invitation du gouvernement du Land de Rhénanie-du-Nord-Westphalie, Gerard Mortier organise le premier cycle de la Ruhr Triennale, installée dans d'anciens locaux industriels.

### Opéra national de Paris
De septembre 2004 à 2009, il est de retour à Paris, où il succède à Hugues Gall comme directeur de l'Opéra de Paris, dont le statut a été modifié pour lui permettre de rester à sa tête après son soixante-cinquième anniversaire — et après en avoir été le directeur délégué depuis décembre 2001. Durant son mandat, il initie de nombreuses collaborations avec des metteurs en scène qu'il fait découvrir au public d'opéra français : Christoph Marthaler, Peter Sellars, Krzysztof Warlikowski, Johan Simons, Dmitri Tcherniakov, le chorégraphe Alain Platel, le réalisateur Michael Haneke, le collectif La Fura dels Baus, des plasticiens comme Bill Viola et Anselm Kiefer. Il programme des oeuvres rares - souvent du XXe siècle - comme Cardillac de Paul Hindemith, L’Affaire Makropoulos, De la Maison des morts, La petite Renarde rusée de Leoš Janáček, Louise de Gustave Charpentier, et des créations mondiales de compositeurs comme Kaija Saariaho, Philippe Boesmans, Salvatore Sciarrino.

### New York City Opera
Le 27 février 2007, il est nommé directeur du New York City Opera à partir de la saison 2009-2010 jusqu'en 2015, mais participe dès lors à l'activité de l'institution. Le 8 novembre 2008, il renonce à en assurer la direction, faute de moyens financiers adéquats. Peu avant sa mort, il évoque des « regrets » à propos de cette occasion manquée, ajoutant « j'aurais pu annuler mon contrat à Paris ».

### Teatro Real de Madrid
En 2010, il prend la direction du Teatro Real de Madrid où il poursuit une politique résolument tournée vers la modernité avec des oeuvres telles que Saint François d'Assise, de Olivier Messiaen et La Conquista de México de Wolfgang Rihm ou les créations mondiales de The Perfect American de Philip Glass d'après le roman Le Roi de l'Amérique de Peter Stephan Jungk, et de Brokeback Mountain de Charles Wuorinen d'après le film homonyme d'Ang Lee, En septembre 2013, il en perd la direction mais devient « conseiller artistique ».

### Dernières années
Il meurt le 8 mars 2014 d'un cancer du pancréas,.

### Autres activités
Il a enseigné l'histoire politique et sociologique du théâtre à Gand et à Leyde.

### Vie privée
Il fut pendant 35 ans, jusqu'à sa mort, le compagnon de Sylvain Cambreling.

### Distinctions
- Commandeur de l'ordre de la Couronne (1991)
- Croix de commandeur de l'ordre du Mérite d'Allemagne (1991)
- Docteur honoris causa de l'université d'Anvers (1993)[17] et de l'université de Salzbourg
- Membre de l'Académie des arts de Berlin depuis 2001[18]
- Invité comme fellow du Collège scientifique de Berlin en 2001-2002
- Chevalier de la Légion d'honneur (2005)
- Prix annuel de la Communauté flamande pour la culture (2005)
- Grand officier de l'ordre de Léopold (2005)[19]
- Médaille d'or du Círculo de Bellas Artes (Madrid) (2009)[20]
- Concession de noblesse personnelle et du titre personnel de baron, accordée par le roi Albert II (2011)[2]
- Médaille d'or du mérite des beaux-arts par le Ministère de l'Éducation, de la Culture et des Sports (Espagne) (2013)[21]
- Dédicataire du « Mortier Award », prix décerné à Graz pour récompenser les prises de risque et l'innovation des professionnels de l'Opéra, remis le 31 mai 2014[22]
- International Opera Award pour sa carrière (2014)[23]